# Alektra Blue

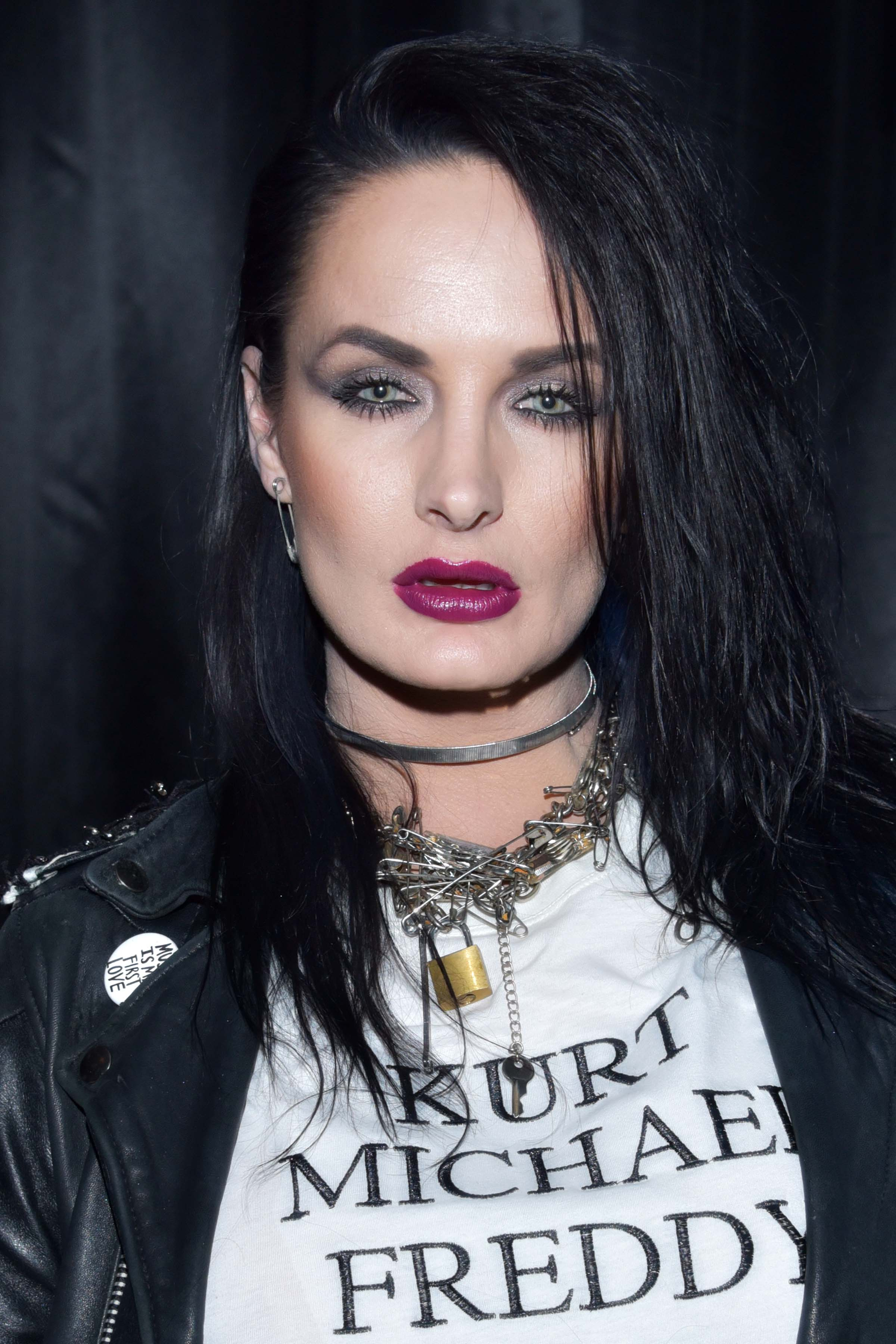
Alektra Blue bei der AVN Adult Entertainment Expo 2017

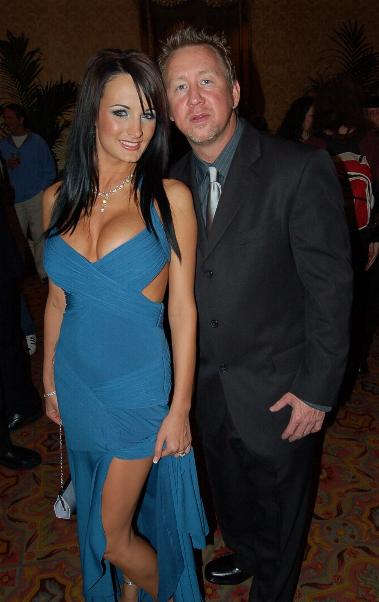
Alektra Blue mit ihrem damaligen Ehemann Pat Myne bei den AVN Awards 2006

Alektra Blue (* 9. Juni 1983 als Sasha Clifford in Scottsdale, Arizona) ist eine US-amerikanische Pornodarstellerin.

## Karriere
Blue wuchs in Dallas (Texas) auf. Sie begann ihre Karriere im Jahr 2004 und gewann im Jahr 2006 den F.A.M.E. Award als Favorite Rookie Starlet of the Year. Nach ihren Angaben kam sie durch ihre Freundin Taryn Thomas in die Pornobranche. Sie war mit dem Pornodarsteller und -regisseur Pat Myne verheiratet, der vorher mit der Pornodarstellerin Shelbee Myne liiert gewesen war. Blue war Penthouse Pet des Monats April 2008. Im April 2008 unterschrieb sie einen Exklusivvertrag bei Wicked Pictures. Sie hat bereits mit Regisseuren wie Michael Raven, Robby D. und Axel Braun zusammengearbeitet und bisher in zirka 120 Filmen mitgespielt. Im Jahr 2007 veröffentlichte das Label 3rd Degree Films die interaktive DVD Total Interactive Control of Alektra.
Blue ist zudem eine Sprecherin der Tierschutzorganisation Glamour Against the Murder of Animals (G.A.M.A). Sie lebt derzeit in Woodland Hills, Kalifornien.
Im Jahr 2010 war Alektra Blue im Musikvideo zu Telephone von Lady Gaga und Beyoncé zu sehen.

## Filmografie (Auswahl)
- 2005: Suck It Dry 1
- 2005: Big Mouthfuls 7
- 2006: Blow Me Sandwich 10
- 2007: Total Interactive Control of Alektra
- 2007: Babysitters
- 2008: Roller Dollz
- 2008: Fallen
- 2009: 2040
- 2010: Speed
- 2011: Horizon
- 2011: The Rocki Whore Picture Show: A Hardcore Parody
- 2012: Men in Black: A Hardcore Parody
- 2013: Bra Busters 5
- 2014: 24 XXX – An Axel Braun Parody
- 2014: Sisters Of Anarchy
- 2015: Brazzers House (Webserie, 5 Folgen)
- 2015: Big Tits in Uniform 14
- 2015: Tonight’s Girlfriend 47
- 2015: Anal Beauty 1

## Auszeichnungen
- 2006: F.A.M.E. Award als „Favorite Rookie Starlet of the Year“ (geteilt mit Brandy Talore)
- 2008: AVN Award für „Best All-Girl Sex Scene-Video“ in Babysitters (mit Sophia Santi, Sammie Rhodes, Angie Savage und Lexxi Tyler)
- 2010: AVN Award für „Best Group Sex Scene“ in 2040 (mit Jayden Jaymes, Kaylani Lei, Tory Lane, Kayla Carrera, Randy Spears, Jessica Drake, Kirsten Price und Mikayla Mendez)
- 2011: AVN Award für „Best Body (Fan Award)“